# 1946 Walraven
1946 Walraven (1931 PH) là một tiểu hành tinh vành đai chính được phát hiện ngày 8 tháng 8 năm 1931 bởi H. van Gent ở Johannesburg (LS).